# Aleuroclava ehretiae
Aleuroclava ehretiae là một loài côn trùng cánh nửa trong họ Aleyrodidae, phân họ Aleyrodinae.
Aleuroclava ehretiae được Jesudasan & David miêu tả khoa học đầu tiên năm 1991.